# Pablo Dorado
Pablo Dorado (født 22. juni 1908, død 18. november 1978) var en uruguayansk fodboldspiller, der som angriber på Uruguays landshold vandt guld ved VM i 1930 på hjemmebane. I finalen mod Argentina scorede han målet til 1-0, og blev dermed den første spiller nogensinde til at score i en VM-finale.
Dorado spillede på klubplan for CA Bella Vista i hjemlandet samt for River Plate i Argentina..